# Aljašské hory
Aljašské hory (anglicky Alaska Range)
je horské pásmo na jihu Aljašky. Rozkládá se v půlkruhu od Aljašského poloostrova až k hranicím s kanadskou provincií Yukon. Nejvyšší horou pohoří je nejvyšší hora Severní Ameriky Denali, dříve Mount McKinley (6 190 m).
V oblasti se nachází národní parky Denali, Lake Clark a Wrangell–St. Elias.

## Geologie

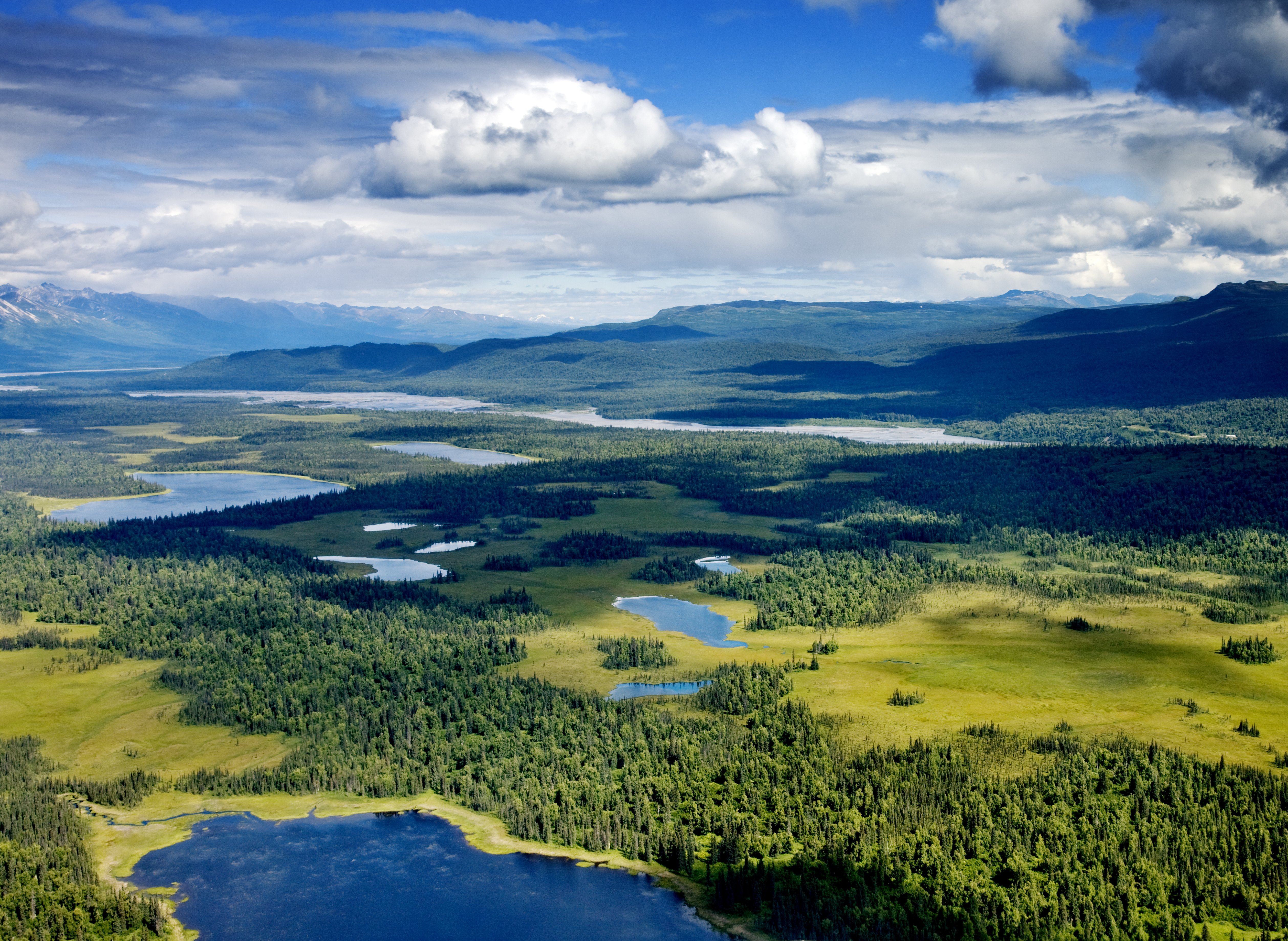
Národní park Denali

Aljašské hory vznikly v období nevadské orogeneze, tzn. mezi střední jurou a svrchní křídou. Vrcholové části pohoří jsou tvořeny granitem, na úpatí pohoří se pak nachází nezvrásněné třetihorní sedimenty.

## Geografie
Úzké, dlouhé hřebeny Aljašských hor se rozkládají v délce téměř 1 000 kilometrů od jezera Iliamna na jihu Aljašky k Wrangellovu pohoří na jihovýchodě. Šířka pohoří nepřesahuje 50 kilometrů, průměrná výška je okolo 2 500 metrů. Patnáct vrcholů je vyšších než 3 000 metrů. Nejvyšší vrcholy Denali (6 190 m) a Mount Foraker (5 304 m) leží v centrální části horského pásma. Jednotlivá horská pásma tvoří Neacola Mountains, Revelation Mountains, Teocalli Mountains, Kichatna Mountains, Central Alaska Range, Eastern Alaska Range, Delta Mountains, Mentasta Mountains a Nutzotin Mountains. K dalším nejvyšším vrcholům náleží Mount Hunter (4 442 m) a Mount Hayes (4 216 m).